# Barbula convoluta
A Barbula convoluta egész Európában elterjedt lombosmoha faj, mely talajon és köveken nő.

## Megjelenése
Ez a faj sűrű, 1-2 cm magas, világoszöld gyepet vagy párnát alkot. Sűrű sötétbarna gyökérzete van.
A levelek lándzsásak vagy nyelv alakúak. Szárazon gyengén csavarodottak, nedvesen mereven elállók. A levél széle egyenes vagy csak éppen begöngyölt. Azonban a perichaetium levelei teljes hosszukban hüvelyesen összetekeredettek. Az ér erőteljes, a csúcsig ér, de nem mindig fut ki, vagy ha igen, akkor nagyon röviden, és a csúcsi sejtek áttetszőek.
A gyökerén sarjtestek (gemmák) vannak, ezekkel vegetatívan képes szaporodni.
A tok sárga nyélen (seta) ül, a perisztómium fogak 3-szorosan balra csavarodók. 

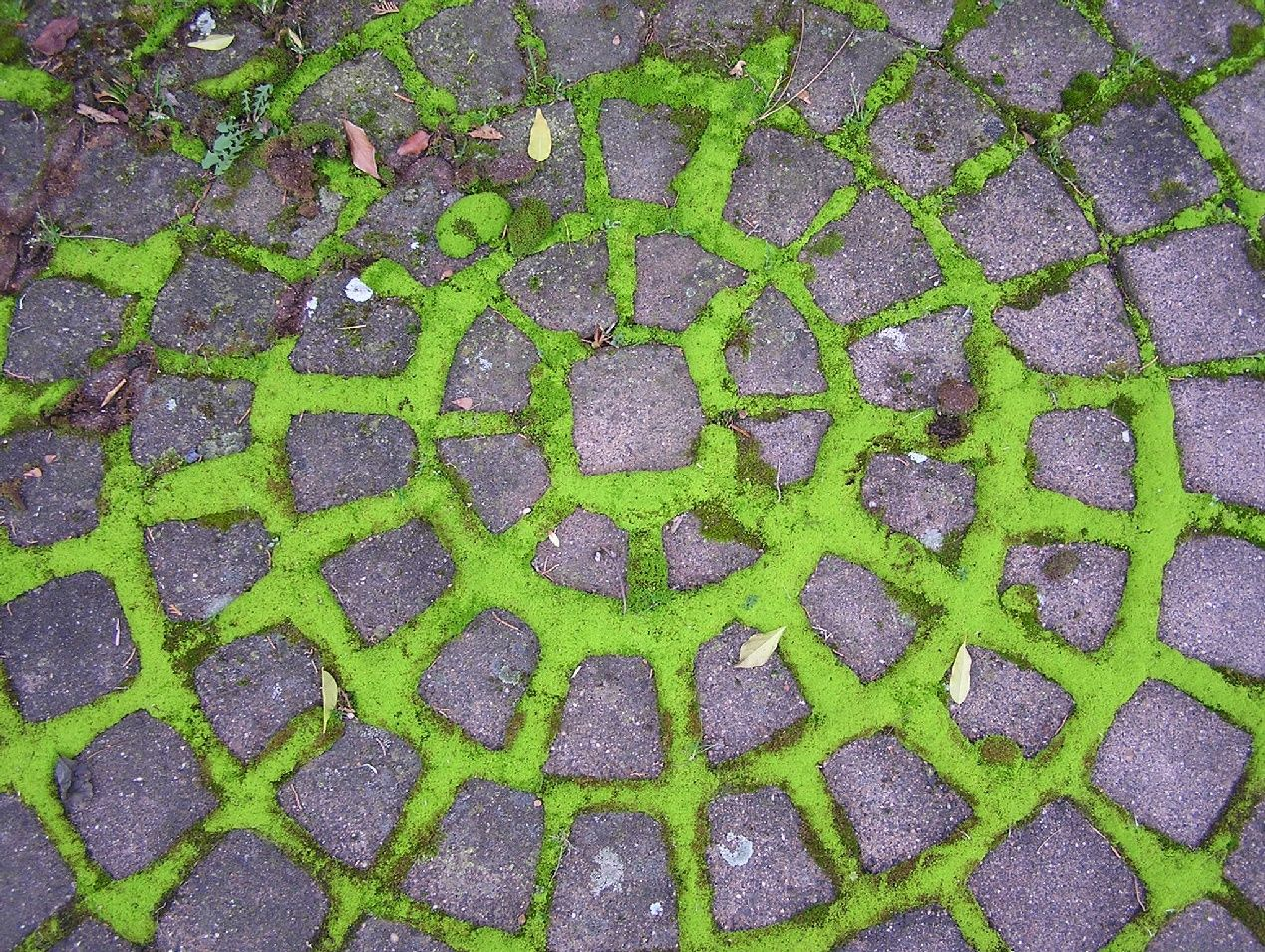
Barbula convoluta járdán a macskakövek között
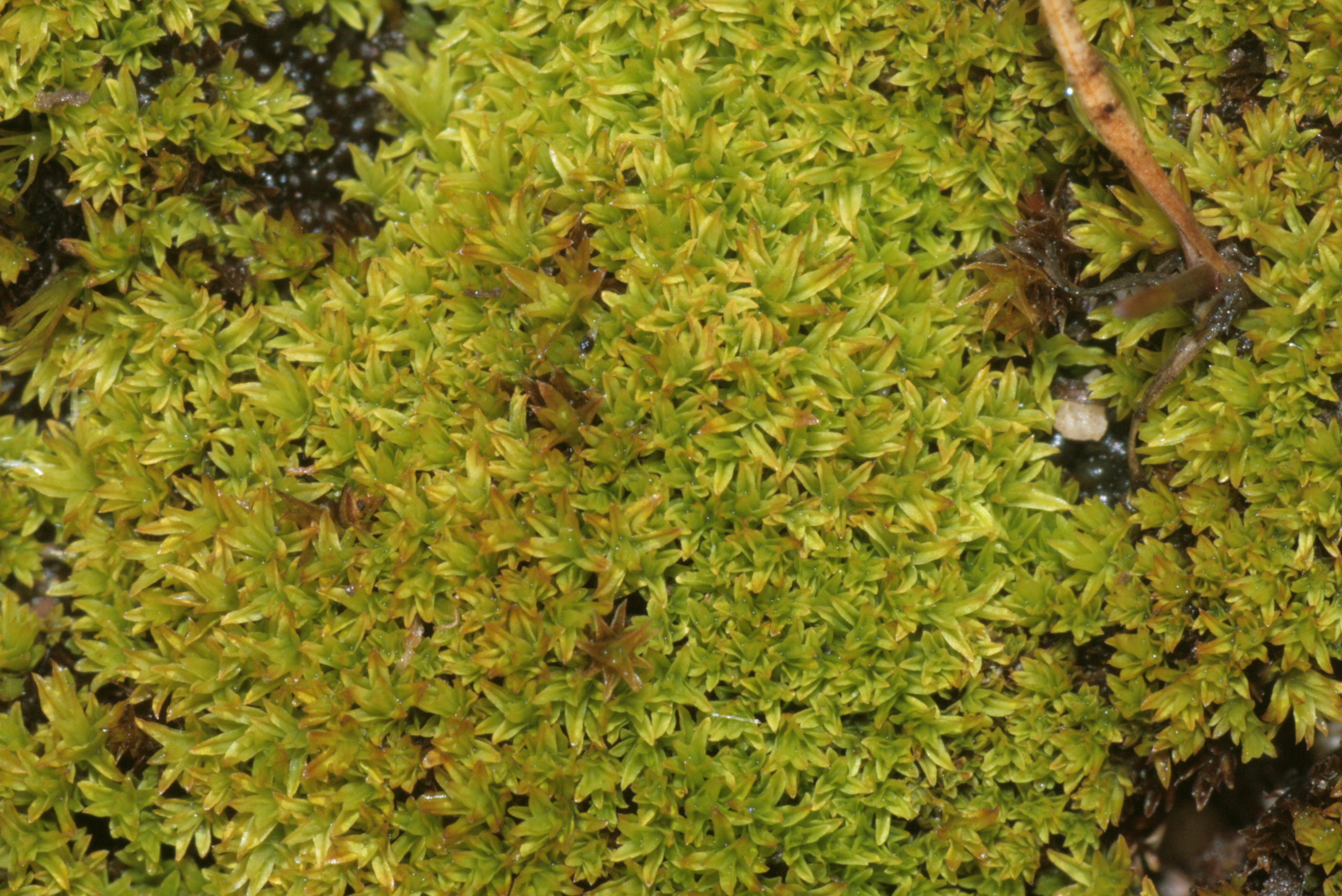
Habitus kép
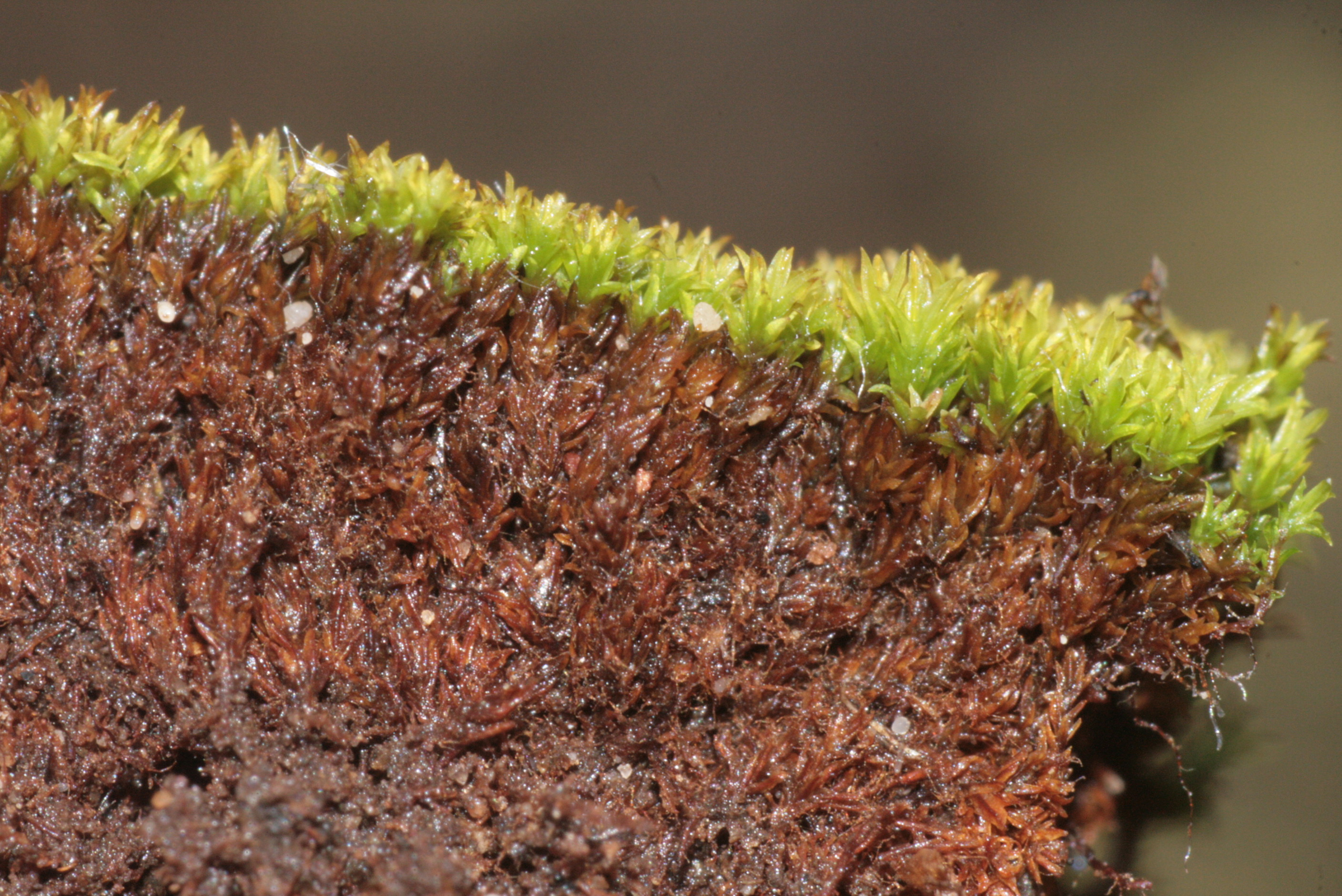
Gyökérzete sűrű, sötétbarna
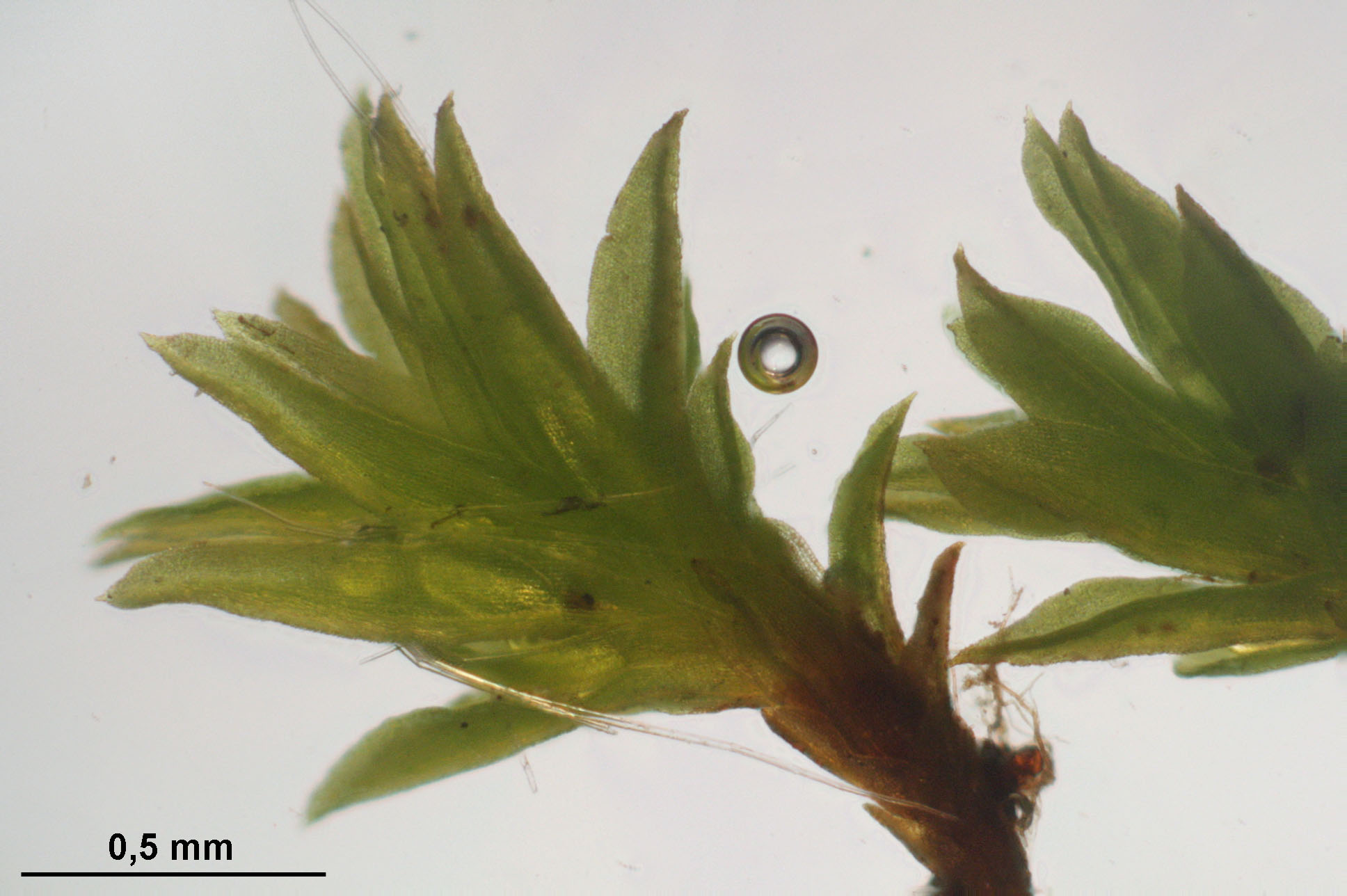
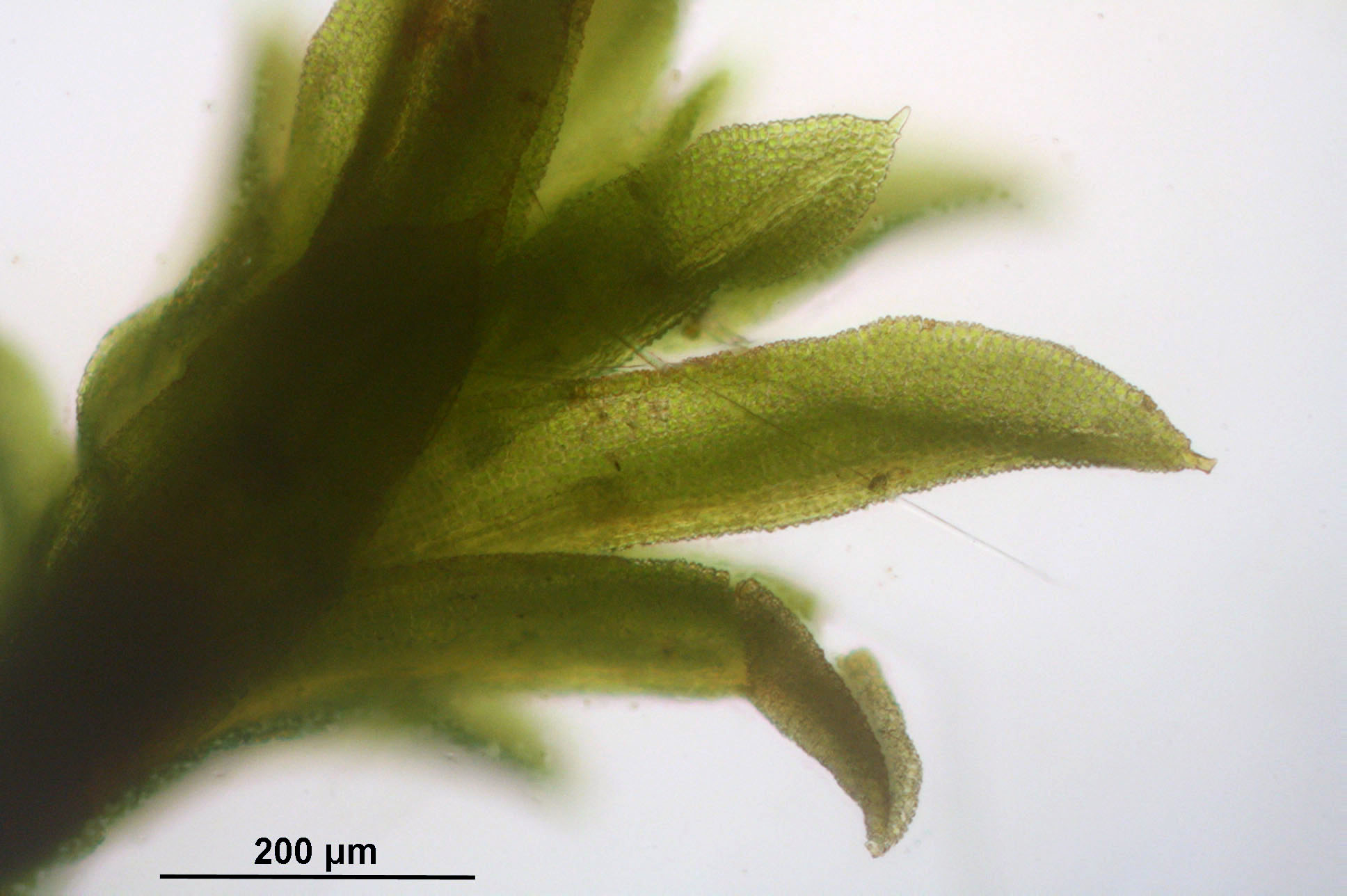
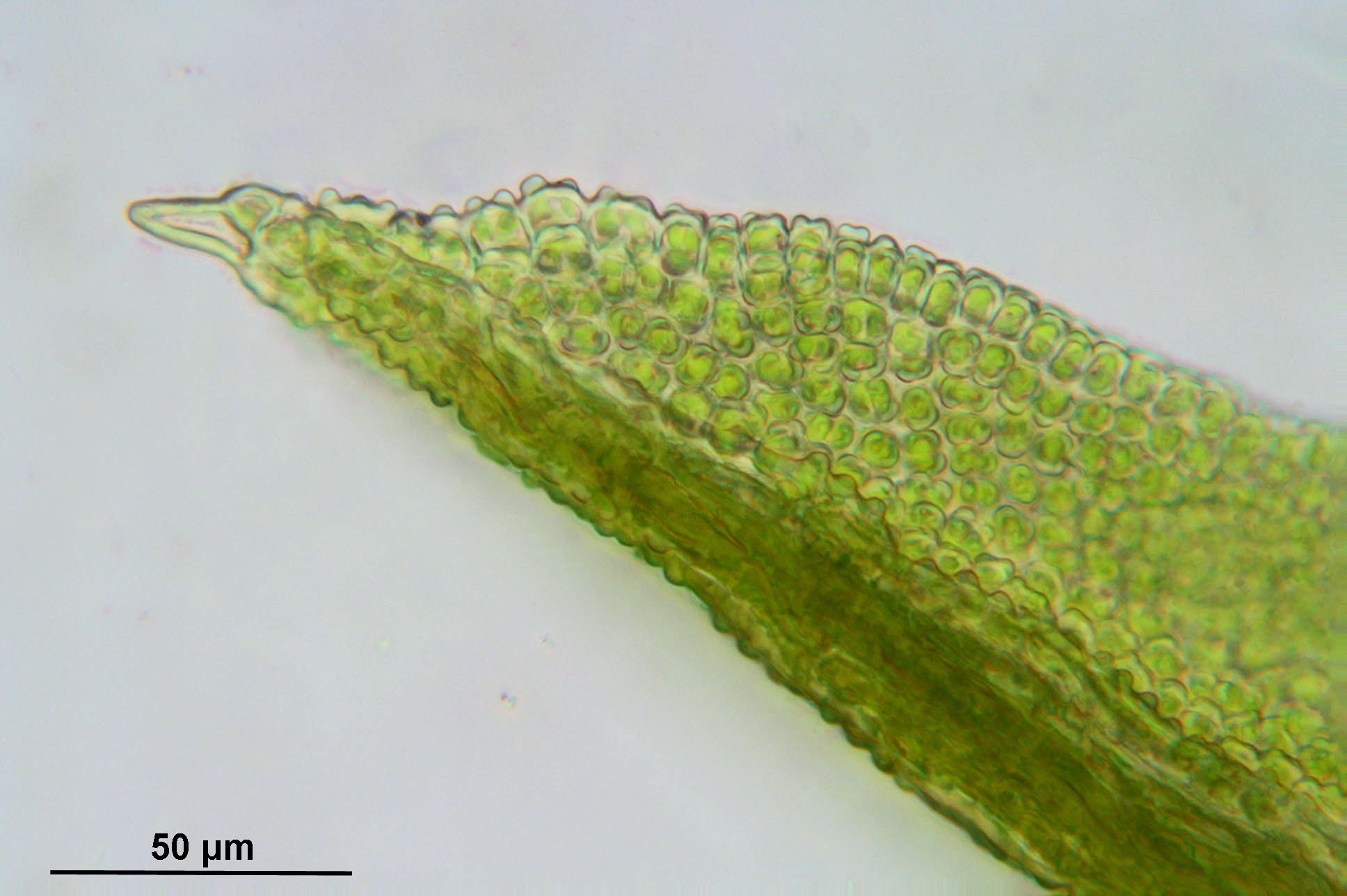
Levélcsúcs mikroszkopikus képe

## Elterjedése és élőhelye
Ez a faj kozmopolita, az egész világon megtalálható.
Talajon, köveken, régi kőfalakon, városokban útszéleken egyaránt megél. Kedveli a meszes aljzatot. Gyakran fordul elő együtt Ceratodon purpureus-szal.

## Fordítás
Ez a szócikk részben vagy egészben  a   Barbula convoluta című német Wikipédia-szócikk ezen változatának fordításán alapul.  Az eredeti cikk szerkesztőit annak laptörténete sorolja fel. Ez a jelzés csupán a megfogalmazás eredetét és a szerzői jogokat jelzi, nem szolgál a cikkben szereplő információk forrásmegjelöléseként.